# Omus audouini
Omus audouini är en skalbaggsart som beskrevs av Reiche 1838. Omus audouini ingår i släktet Omus och familjen jordlöpare. Inga underarter finns listade i Catalogue of Life.